# قلعه تاکاتوئو
قلعه تاکاتوئو (به ژاپنی: 高遠城, Takatō-jō)، یک قلعه ژاپنی که در شهر اینا، ناگانو، استان ناگانو، ژاپن واقع شده است.